# ممثلية النمسا في رام الله
ممثلية النمسا في رام الله هي الممثلية الدبلوماسية العُليا النمساوية لدى دولة فلسطين. تأسست في عام 1998، وتقع في مدينة البيرة.

## الممثلون
| الترتيب | رئيس البعثة الدبلوماسية      | تاريخ الاعتماد الدبلوماسي | تاريخ الانتهاء | رئيس النمسا           | رئيس دولة فلسطين | ملاحظات |
| ------- | ---------------------------- | ------------------------- | -------------- | --------------------- | ---------------- | ------- |
|         | ليونهارد مول                 |                           |                |                       | محمود عباس       |         |
|         | أوسكار فويستنغر              | 28 أكتوبر 2006            |                |                       | محمود عباس       |         |
|         | ليونهارد مول                 | 3 فبراير 2011             | يونيو 2014     |                       | محمود عباس       |         |
|         | أندريا ناسي                  | 2 أكتوبر 2014             |                |                       | محمود عباس       |         |
|         | استريد فين                   | 26 يونيو 2019             | 2023           | ألكسندر فان دير بيلين | محمود عباس       |         |
|         | كريستوف ستيرنات (Q124294208) | 14 يناير 2024             | لا يزال        | ألكسندر فان دير بيلين | محمود عباس       |         |